# Sedibeng District Municipality
 Sedibeng (englisch Sedibeng District Municipality) ist der südlichste Distrikt innerhalb der südafrikanischen Provinz Gauteng. Der Sitz der Distriktverwaltung befindet sich in Vereeniging. Bürgermeisterin ist Busisiwe Modisakeng.
Sedibeng ist der Sesotho-Begriff für „am Brunnen“ oder „an der Quelle“. Der Distrikt liegt am Vaal, welcher hier die Grenze zwischen den Provinzen Gauteng und Freistaat bildet.

## Gliederung
Die Distriktgemeinde wird von folgenden Lokalgemeinden gebildet:
- Emfuleni
- Lesedi
- Midvaal

## Demografie
Der Distrikt hat 914.484 Einwohner (Stand: 2022) auf einer Gesamtfläche von 4.173 km².

## Wirtschaft
Der Distrikt ist ein Zentrum der Montanindustrie im Land, vor allem der Eisenverhüttung und des Steinkohlebergbaus. Hier befindet sich einer der größten Staudämme Südafrikas, der Vaal-Stausee, der für die Energiegewinnung genutzt wird.

## Sehenswürdigkeiten
- Fluss Vaal
- Vaal-Stausee
- Suikerbosrand Nature Reserve
- Witkop Blockhouse